# 256

## Události
- Peršané dobývají město Dura Európos na Eufratu.
- Vzhledem k barbarským vpádům začínají římská města s budováním opevnění.
- Berbeři masakrují římské usedlíky v severní Africe.
- září – v Kartágu začal církevní koncil – kartaginská synoda.

#### Probíhající události
- 249–262: Cypriánův mor

## Narození
- Areios (Arius), pozdější křesťanský kněz v Alexandrii (arianismus)

## Hlavy států
- Papež – Štěpán I. (254–257) + Novacián, vzdoropapež (251–258)
- Římská říše – Valerianus (253–260) + Gallienus (253–268) + Valerianus mladší, spoluvladař (255–257/258)
- Perská říše – Šápúr I. (240/241–271/272)
- Kušánská říše – Vášiška (247–267)
- Arménie – Artavazd VI. (252–283)
- Kavkazská Iberie – Mirdat II. Iberský (249–265)

Indie:
- Guptovská říše – Maharádža Šrí Gupta (240–280)
- Západní kšatrapové – Rudrasen II (256–278)